# سوتلانا رادزیویل
سوتلانا رادزیویل (روسی: Светлана Михайловна Радзивил؛ زادهٔ ۱۷ ژانویهٔ ۱۹۸۷) ورزشکار پرش ارتفاع اهل ازبکستان است.
وی در مسابقات کشوری و بین‌المللی در مجموع برندهٔ ۲ مدال طلا شده‌است.